# Michael Varming
Michael Varming (født 18. april 1939, død 8. januar 2008 i København) var en dansk arkitekt, byplanlægger, forfatter og debattør.
Varming var søn af ingeniøren Jørgen Varming. Han var forsker ved Statens Byggeforskningsinstitut fra 1967 og havde egen tegnestue fra 1986. Han var rådgiver ved udformning af støjvolde 1969-71, var censor ved Charlottenborgs Forårsudstilling 1977-78 og underviste på Kunstakademiets Arkitektskole 1971-72 og 1988-89.
Han var i en årrække næstformand i Foreningen til Hovedstadens Forskønnelse, i hvis bestyrelse han blev optaget i 1989. Han var også involveret i miljøbevægelsen NOAH-trafik.
Han omkom uventet ved et fatalt fald på et isglat fortov i København.
Ved sin død var Michael Varming ved at skrive en biografi om sin farfar, arkitekten Kristoffer Varming og dennes hovedværk Annebergparken.

## Forfatterskab
- Visioner og vandalisme – København under forvandling, Nyt Nordisk Forlag Arnold Busck 2002.
- Paul Fischers København – og vores, Arkitektens Forlag 2006.